# Floyd G. Paxton
Floyd Greg Paxton (Redlands, 7 maart 1918 – Yakima, 10 december 1975) was de uitvinder van het broodclipje, een kleine plastic clip die wereldwijd gebruikt wordt om broodzakken te sluiten. 

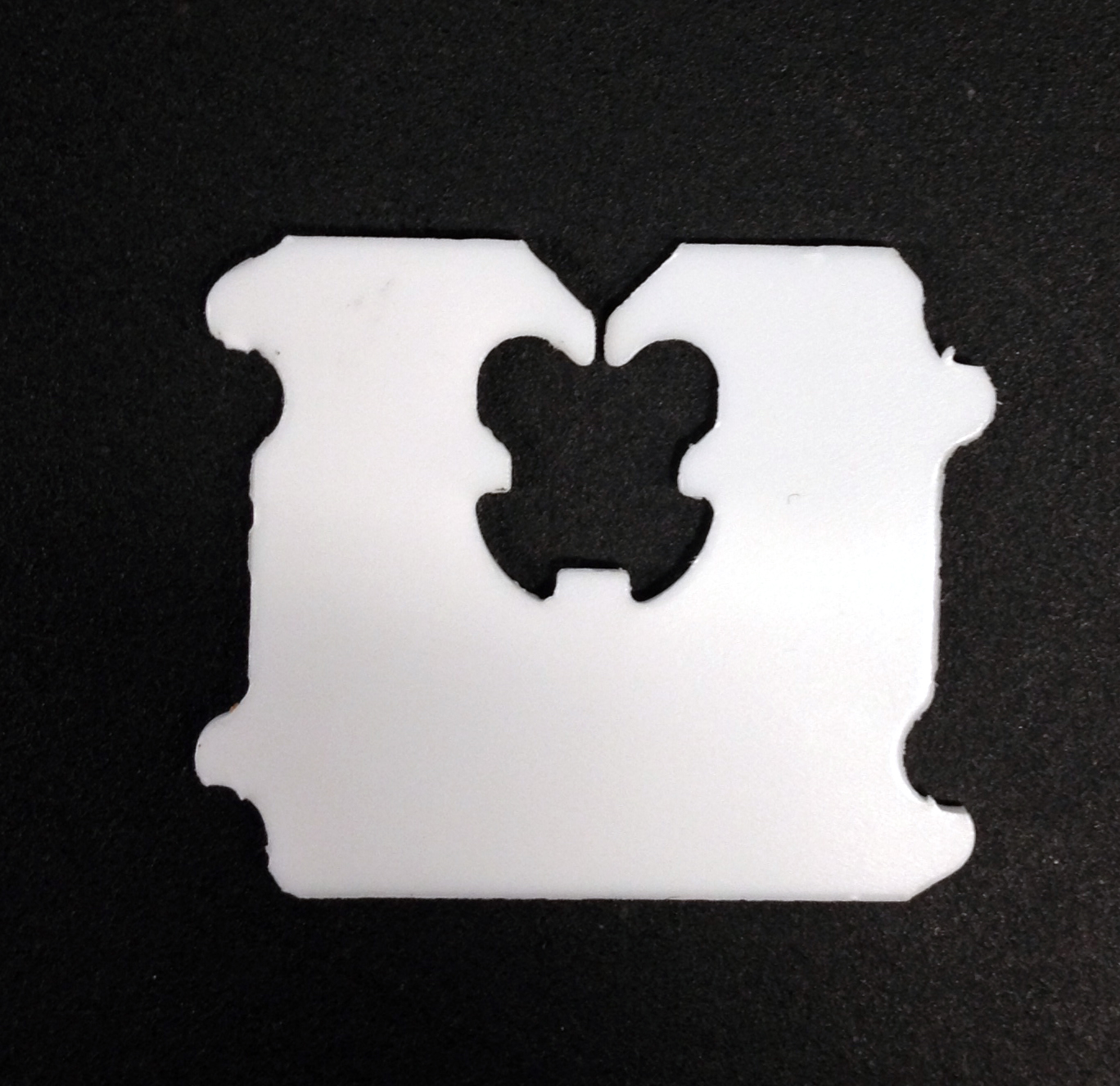
het broodclipje

Het broodclipje wordt geproduceerd door de Kwik Lok Corporation, opgericht door Paxton. Hij slaagde er toentertijd niet in om patent op het broodclipje vast te leggen. Jerre H. Paxton, Floyds opvolger, liet in 1967 een patent vastleggen. Hij is nog steeds de directeur van de Kwik Lok Corporation.
Floyd Paxton is vooral bekend vanwege zijn verhaal over hoe hij kwam met het idee van het broodclipje. Zoals hij vertelde, vloog hij naar huis van een zakenreis in 1952 en opende een zak pinda's in het vliegtuig, waarna hij besefte dat er geen manier was deze zak te hersluiten. Hij keek in zijn portemonnee en vond een verlopen creditcard en snee hieruit met een mes zijn eerste prototype broodclipje. Later werden de broodclipjes vervaardigd door een machine die  Paxton ontwikkeld had. De clipjes waren toentertijd van plexiglas.